# La Riba de Valdelucio
La Riba de Valdelucio es una localidad pedánea del municipio de Valle de Valdelucio, en la provincia de Burgos. Pasa por ella la carretera BU-621 entre Villadiego y la carretera N-627. Su principal actividad económica es la agricultura, especializada en el cultivo de patatas. Está en la ribera del río Lucio, entre dos mesetas calcáreas que superan los 1050 m s. n. m..

## Historia
En su término esta constatada la presencia de un castro prerromano atribuido a los Cántabros